# Campionato mondiale di scherma 2010
Il Campionato mondiale di scherma 2010 si è svolta presso il Grand Palais di Parigi in Francia, dal 4 al 13 novembre 2010.

## Calendario
| Novembre      | Novembre      | 4                        | 5                        | 6                  | 7                  | 8                  | 9                                     | 10                         | 11                        | 12                        | 13                         | Totale |
| ------------- | ------------- | ------------------------ | ------------------------ | ------------------ | ------------------ | ------------------ | ------------------------------------- | -------------------------- | ------------------------- | ------------------------- | -------------------------- | ------ |
| Cerimonie     | Cerimonie     |                          |                          | ●                  |                    |                    |                                       |                            |                           |                           | ●                          |        |
| Spada         | Spada         | Eliminatorie individuale | Eliminatorie individuale |                    |                    | Finali individuale |                                       |                            |                           | Finale a squadre maschile | Finale a squadre femminile | 4      |
| Fioretto      | Fioretto      | Eliminatorie individuale | Eliminatorie individuale |                    | Finali individuale |                    |                                       | Finale a squadre femminile | Finale a squadre maschile |                           |                            | 4      |
| Sciabola      | Sciabola      | Eliminatorie individuale | Eliminatorie individuale | Finali individuale |                    |                    | Finale a squadre maschile e femminile |                            |                           |                           |                            | 4      |
| Totale titoli | Totale titoli |                          |                          | 2                  | 2                  | 2                  | 2                                     | 1                          | 1                         | 1                         | 1                          | 12     |

| Legenda |                                   |
|         | Cerimonia d'apertura              |
|         | Cerimonia di chiusura             |
|         | Giorni dedicati alle eliminatorie |
|         | Giorni dedicati alle finali       |

## Risultati

### Uomini
| Evento                            | Oro                                                                | Argento                                                          | Bronzo                                                             |
| Spada                             |                                                                    |                                                                  |                                                                    |
| Spada individuale (8 novembre)    | Nikolai Novosjolov                                                 | Gauthier Grumier                                                 | Gábor Boczkó Jean-Michel Lucenay                                   |
| Spada a squadre (13 novembre)     | Gauthier Grumier Jérôme Jeannet Jean-Michel Lucenay Ulrich Robeiri | Benjamin Bratton Weston Kelsey Cody Mattern Benjamin Ungar       | Gábor Boczkó Géza Imre András Rédli Péter Somfai                   |
| Fioretto                          |                                                                    |                                                                  |                                                                    |
| Fioretto individuale (7 novembre) | Peter Joppich                                                      | Lei Sheng                                                        | Gerek Meinhardt Yūki Ōta                                           |
| Fioretto a squadre (11 novembre)  | Huang Liangcai Lei Sheng Zhang Liangliang Zhu Jun                  | Valerio Aspromonte Andrea Baldini Stefano Barrera Andrea Cassarà | Suguru Awaji Kenta Chida Ryō Miyake Yūki Ōta                       |
| Sciabola                          |                                                                    |                                                                  |                                                                    |
| Sciabola individuale (6 novembre) | Won Woo-young                                                      | Nicolas Limbach                                                  | Cosmin Hănceanu Veniamin Rešetnikov                                |
| Sciabola a squadre (9 novembre)   | Nikolaj Kovalëv Veniamin Rešetnikov Aleksej Jakimenko Artëm Zanin  | Aldo Montano Diego Occhiuzzi Luigi Samele Luigi Tarantino        | Tiberiu Dolniceanu Rareș Dumitrescu Cosmin Hănceanu Florin Zalomir |

### Donne
| Evento                            | Oro                                                                     | Argento                                                             | Bronzo                                                   |
| Spada                             |                                                                         |                                                                     |                                                          |
| Spada individuale (8 novembre)    | Maureen Nisima                                                          | Emese Szász                                                         | Tat'jana Logunova Nathalie Moellhausen                   |
| Spada a squadre (12 novembre)     | Simona Alexandru Ana Maria Brânză Loredana Iordachioiu Anca Măroiu      | Imke Duplitzer Britta Heidemann Ricarda Multerer Monika Sozanska    | Jung Hyo-Jung Oh Yun-Hee Park Se-Ra Shin A-Lam           |
| Fioretto                          |                                                                         |                                                                     |                                                          |
| Fioretto individuale (7 novembre) | Elisa Di Francisca                                                      | Arianna Errigo                                                      | Nam Hyun-Hee Valentina Vezzali                           |
| Fioretto a squadre (10 novembre)  | Elisa Di Francisca Arianna Errigo Ilaria Salvatori Valentina Vezzali    | Karolina Chlewińska Sylwia Gruchała Katarzyna Kryczało Anna Rybicka | Jeon Hee-Sook Nam Hyun-Hee Oh Ha-Na Seo Mi-Jung          |
| Sciabola                          |                                                                         |                                                                     |                                                          |
| Sciabola individuale (6 novembre) | Mariel Zagunis                                                          | Ol'ha Charlan                                                       | Olena Chomrova Sof'ja Velikaja                           |
| Sciabola a squadre (9 novembre)   | Dina Galiakbarova Julija Gavrilova Svetlana Kormilicyna Sof'ja Velikaja | Ol'ha Charlan Olena Chomrova Halyna Pundyk Ol'ha Žovnir             | Cecilia Berder Solenne Mary Léonore Perrus Carole Vergne |

## Medagliere
| Posizione | Nazione       | Oro | Argento | Bronzo | Totale |
| --------- | ------------- | --- | ------- | ------ | ------ |
| 1         | Italia        | 2   | 3       | 2      | 7      |
| 2         | Francia       | 2   | 1       | 2      | 5      |
| 3         | Russia        | 2   | 0       | 3      | 5      |
| 4         | Germania      | 1   | 2       | 0      | 3      |
| 5         | Stati Uniti   | 1   | 1       | 1      | 3      |
| 6         | Cina          | 1   | 1       | 0      | 2      |
| 7         | Corea del Sud | 1   | 0       | 3      | 4      |
| 8         | Romania       | 1   | 0       | 2      | 3      |
| 9         | Estonia       | 1   | 0       | 0      | 1      |
| 10        | Ucraina       | 0   | 2       | 1      | 3      |
| 11        | Ungheria      | 0   | 1       | 2      | 3      |
| 12        | Polonia       | 0   | 1       | 0      | 1      |
| 13        | Giappone      | 0   | 0       | 2      | 2      |
| Totale    | Totale        | 12  | 12      | 18     | 42     |